# Pièrre Léonard Vander Linden
Pierre Léonard Vander Linden (12 de dezembro de 1797 – 5 de abril de 1831) foi um entomologista da Bélgica.